# Isabelle-Marie d'Alcantara Brasileira
Isabelle-Marie d'Alcantara Brasileira (en portugais : Isabel Maria de Alcântara Brasileira), duchesse de Goiás (pt) et, par mariage, comtesse de Treuberg, est née le 23 mai 1824 à Rio de Janeiro, au Brésil, et décédée le 3 novembre 1898 à Murnau am Staffelsee, en Bavière. Fille légitimée de l'empereur Pierre Ier du Brésil, elle joue le rôle de protectrice de la région de Goiás durant le règne de son père.

## Famille
Iabelle-Marie est la fille légitimée de l'empereur Pierre Ier du Brésil (1798-1834) et de sa maîtresse Domitila de Castro (1797-1867), marquise de Santos. Membre de la maison de Bragance, elle descend, par son père, du roi Jean VI de Portugal (1767-1826) et de son épouse la reine Charlotte-Joachime d'Espagne (1775-1830).
Le 17 avril 1843, la duchesse de Goiás épouse le comte Ernst Fischler von Treuberg (1816-1867), fils du comte François-Xavier Fischler von Treuberg et de Crescence de Hohenzollern-Sigmaringen, petit-fils du prince Charles de Hohenzollern-Sigmaringen (1724-1785).
De ce mariage naissent quatre enfants :
- Marie Amélie Fischler von Treuberg  (1844–1919) ;
- Ferdinand Fischler von Treuberg (1845-1897), comte de Treuberg, qui épouse, en 1873, Rosina Maria Theresia von Poschinger. Ce sont les grands-parents du cinéaste Franz von Treuberg (1907-1982) ;
- Augusta Marie Fischler von Treuberg (née en 1846) ;
- François Xavier Fischler von Treuberg (1855–1933).

## Biographie
Légitimée deux ans après sa naissance, le 24 mai 1826, elle est titrée duchesse de Goiás avec le traitement d'altesse sérénissime, le 4 juillet suivant. Cas unique dans l'histoire du Brésil, elle est désormais traitée comme une princesse du Brésil et devient une sorte de protectrice de la province de Goiás.
Désireux de donner la même éducation à Isabelle-Marie qu'à ses filles légitimes, Pierre Ier demande à son épouse, l'impératrice Marie-Léopoldine d'Autriche, l'autorisation de l'installer au palais impérial. Cependant, l'impératrice refuse, ce qui contribue au refroidissement des relations du couple impérial. La duchesse de Goiás grandit donc sur le domaine impérial de Santa Cruz, aux côtés de ses grands-parents paternels
Après son remariage avec la princesse Amélie de Leuchtenberg en 1829, l'empereur essaie à nouveau d'installer Isabelle-Marie à la cour mais la nouvelle impératrice oppose au souverain le même refus. Le 25 novembre 1829, Isabelle-Marie est donc envoyée par son père en Europe. Placée sous la garde de José Marcelino Gonçalves, elle étudie chez les Dames du Sacré-Cœur, à Paris.
Après l'abdication de Pierre Ier en 1831 et son retour en Europe pour restaurer sa fille Marie II sur le trône de Portugal, Isabelle-Marie s'installe auprès d'Amélie de Leuchtenberg et de la jeune reine. Après la mort de l'empereur en 1834, la duchesse de Goiás reste sous la protection de sa belle-mère, qui l'envoie à Munich pour terminer son éducation.
L'impératrice douairière organise ensuite le mariage de la duchesse avec le comte de Treuberg, chambellan du roi de Saxe et cousin du comte de Hohenzollern-Sigmaringen.

### Sur Isabelle-Marie et la descendance illégitime de son père
- (en) Linda Lewin, Surprise Heirs : Illegitimacy, inheritance rights, and public power in the formation of Imperial Brazil, 1822-1889, Stanford, Stanford University Press, 2003, 432 p. (ISBN 0-8047-4606-0)

### Autres ouvrages
- (pt) Alberto Rangel, Dom Pedro Primeiro e a Marquesa de Santos, Tours, Arrault, 1928
- (pt) Alberto Rangel, Cartas de Pedro I à Marquesa de Santos, Editora Nova Fronteira, 1984
- (pt) Otávio Tarquínio de Sousa, A vida de D. Pedro I, vol. 2, Rio de Janeiro, José Olympio, 1972